# FOREVER〜ギンガムチェックstory〜
FOREVER〜ギンガム・チェックstory〜（フォーエバー ギンガム・チェック ストーリー）は、1984年8月28日に日本フォノグラム（現：ユニバーサル ミュージック ジャパン）より発売された女性アイドルグループ少女隊のデビューシングル。

## 概要
デビューアルバム『少女隊PHOON』、12インチシングル「ESCAPE」等と同時発売された。
12インチシングル「ESCAPE」には「FOREVER〜ギンガム・チェックstory〜」のリミックスヴァージョン「FOREVER」が収録されている。
1985年に少女隊のメンバー交替後（チーコの替わりにトモの加入）12インチシングル「Forever2001」でリメイクされる。
1999年にはレイコ、チーコ、トモの三人で再結成した1999少女隊によって少女の成長を描くアニメ『十兵衛ちゃん -ラブリー眼帯の秘密-』の主題歌としてセルフ・カヴァーされた。
さらに2006年には、SUEMITSU & THE SUEMITHが後半に一部英語詞を織り交ぜる形でカバーし、シングル「Sunday'z Sun e.p.」のカップリングに収録した。

### 収録曲
※全作詞：亜伊林、全作曲：都倉俊一
1. Forever　〜ギンガム・チェックStory〜
編曲：John　D'andrea/David　Wheatly
2. ピンクのタオル
編曲： David　Wheatly

## 1999少女隊によるセルフカバー版

### 収録曲
※全編曲：増田俊郎
1. Forever
作詞：亜伊林、作曲：都倉俊一
2. Future
作詞：大地丙太郎/安原麗子、作曲：増田俊郎

## カバー
- まちだガールズ・クワイア - シングル「守ってあげたい / FOREVER -ギンガムチェックSTORY-」に収録